# Szolem Mandelbrojt
Szolem Mandelbrojt (Varsovia, 20 de enero de 1899 - París, 23 de septiembre de 1983) fue un matemático francés de origen polaco.

## Biografía
Nacido en Varsovia cuando todavía formaba parte del Imperio ruso, de familia judía procedente de Lituania, estudió en las universidades de Varsovia y de Járkov (hoy Ucrania) donde conoció a Sergei Bernstein.
En 1920 se traslada a París donde continúa sus estudios con Lebesgue, Hadamard y Montel en el Collège de France. En 1923 obtiene el doctorado con una tesis dirigida por Hadamard con quien publica conjuntamente La serie de Taylor y su extensión analítica, una monografía sobre análisis clásico que había estudiado para su doctorado. En los años siguientes hizo algunas estancias de investigación en Roma donde coincidió con André Weil.
En 1926, después de obtener la ciudadanía francesa y casarse, se fue como profesor en la Universidad de Rice (Texas), pero volvió el año siguiente a la Universidad de Lille.
En 1929 pasa en la Universidad de Clermont-Ferrand donde conoció a René de Possel, con quien frecuentó los seminarios de Henri Poincaré en París de los que surgirá el núcleo fundador de N. Bourbaki, del que formó parte como miembro de más edad. Su permanencia en e grupo fue corta por su marcha a los Estados Unidos.
En 1938 fue nombrado profesor en el Collège de France, pero la caída de Francia en manos de los nazis, le obligó a emigrar, puesto que es judío, volviendo a la Universidad de Rice. Al finalizar la Segunda Guerra Mundial vuelve a su cátedra del Collège de France, aunque continuó su colaboración con la Universidad de Rice.
En 1972 se jubiló del Collège de France. En sus últimos años se dedicó a la publicación de las obras de Jacques Hadamard (1968) y un libro sobre su vida y obra (1969).
Es tío del también conocido matemático Benoit Mandelbrot.

## Obras
- 1927. Investigaciones modernas sobre las singularidades de las funciones definidas por la serie de Taylor
- 1935. Series de Fourier y clases casi analíticas de funciones
- 1942. Funciones analíticas y clases de funciones infinitamente diferenciadas
- 1952. Series adherentes, regularización de secuencias, aplicaciones
- 1958. Teoremas de composición
- 1969. Series de Dirichlet. Principios y métodos